# Civiles Iletrados
Civiles Iletrados es una editorial uruguaya independiente fundada en el año 1996.

## Historia
Proyecto editorial independiente, gestionado a partir de 2016 por un núcleo de poetas y gestores culturales uruguayos, comenzó a editar libros en noviembre de 1996, en la primera etapa y hasta 2015 coordinada por el poeta Luis Pereira Severo. "Fotonovela, canción de perdedores" del poeta Elder Silva, fue el primer título de la editorial. Prosiguieron "Incendio intencional", de Gabriel Di Leone, "Cuaderno de Nueva York", de Víctor Cunha, "Retrato de mujer azul", de Luis Pereira Severo, y "Cuentos de hadas y del miedo y sus racimos", de Raquel Diana. Desde entonces, han publicado alrededor de cincuenta libros, en su mayoría de poesía, aunque ocasionalmente también publican narrativa y obras de teatro, entre otras.